# Біксбіїт
Біксбіїт (рос. биксбиит; англ. bixbyite; нім. Bixbyit m) — мінерал, оксид марганцю.

## Загальний опис
Хімічна формула: γ-Mn2O3 або γ-Mn2FeO3. Домішки: SiO2, CaO, BaO, TiO2. MnO2 — 44,2; MnO — 33; Fe2O3 — 21,9.
Сингонія кубічна.
Твердість 6-6,5.
Густина 4,9.
Колір чорний.
Риса чорна.
Блиск металічний. Непрозорий.
Поліморфний з браунітом.
Знайдений з топазом у пустотах в ріолітах хр. Томас-Рейндж (шт. Юта, США).